# Action autonome
 (novembre 2016).
Si vous disposez d'ouvrages ou d'articles de référence ou si vous connaissez des sites web de qualité traitant du thème abordé ici, merci de compléter l'article en donnant les références utiles à sa vérifiabilité et en les liant à la section « Notes et références ».
Ne doit pas être confondu avec Action autonome (Russie, Biélorussie et Ukraine).

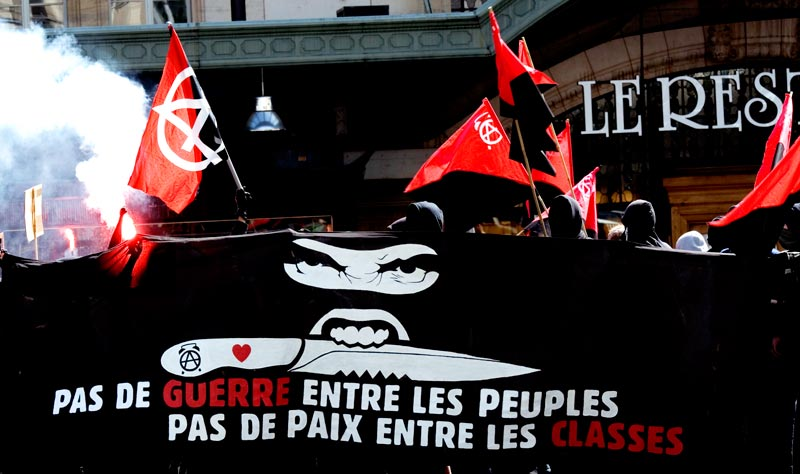
Manif du 1er mai 2008, Lausanne

Action autonome est un groupe autonome fondé en 2007 en Suisse. Le groupe se réclame de l'autonomie ouvrière et du communisme libertaire.